# Noblella myrmecoides
Noblella myrmecoides es una especie de anfibio anuro de la familia Strabomantidae. Se encuentra en Bolivia, Brasil, Colombia y Perú